# Agriocnemis exsudans
Agriocnemis exsudans – gatunek ważki z rodziny łątkowatych (Coenagrionidae).